# Bajan-Ovoo
Bajan-Ovoo (mongoliska: Баян-Овоо Сум, Bayan-Ovoo, Баян-Овоо, Bayan-Ovoo Sum) är ett distrikt i Mongoliet.   Det ligger i provinsen Ömnögobi, i den sydöstra delen av landet, 600 km söder om huvudstaden Ulaanbaatar.